# Ronin (DC Comics)
Pour les articles homonymes, voir Ronin.
Ronin est une série de comics de Frank Miller publiée par DC comics en 1983-84.

## L'histoire
Le Ronin de Frank Miller est un guerrier samouraï. Un banni, un exclu. Il porte l'opprobre éternelle de ne pas s'être interposé devant un démon du XIIIe siècle qui a assassiné son maître.
Huit siècle plus tard la vengeance est-elle possible ? L'épée du maître est découverte à New York. Nous sommes donc... au XXIe siècle. Alors, le temps tourbillonne et les deux adversaires, le samouraï et le démon, surgissent des ténèbres de la vie. Ils combattent dans un monde fantastique pour prendre possession de l'arme mythique.

## Adaptation au cinéma
La série va être portée au cinéma par les studios Warner Bros ; la réalisation a été confiée à Sylvain White.
Production : Gianni Nunnari, Craig Flores et Nick Wechsler (Nunnari et Flores étaient déjà producteurs de 300, également adapté d'une bande dessinée de Frank Miller).
Ronin est annoncé comme devant être tourné d'une manière aussi stupéfiante que 300. Le film bénéficie d'un budget de 65 millions de dollars.

## Albums
1. Sacrifice (1989)
2. Déchéance (1989)
3. Retour (1989)
4. Enfers (1989)
5. Pièges (1990)
6. Assaut (1990)

## Publication

### Éditeurs
- Zenda : tomes 1 à 6 (première édition des chapitres 1 à 6)
- Semic (collection « Semic books ») : trois volumes incluant chacun deux chapitres.
- Panini Comics (collection « Absolute ») : Intégrale des 6 chapitres de la série en un volume.
- Urban Comics (collection « DC Deluxe») : Intégrale des 6 chapitres de la série en un volume.